# غيز
غيز (بالفرنسية: Guise ‎[giz]‏) هي بلدية فرنسية تقع في إقليم أين في منطقة أو دو فرانس شمالي فرنسا.

## المواقع
تشمل المواقع المهمة في غيز بقايا قلعة غيز التي تعود للعصور الوسطى وبيت غير الذي كان مقراً لدوقات غيز، وتقع هذه المواقع ضمن حدود البلدية.

## الاقتصاد
تعتبر غيز مركزاً زراعياً في المنطقة الشمالية من إيسني.

## أخرى
كانت غير مسقط رأس الصحفي والسياسي كامي ديمولان (1794-1760)، الذي لعب دوراً مهماً في الثورة الفرنسية وجان ماشريه التي كانت بطلة خلال الحرب العالمية الأولى.

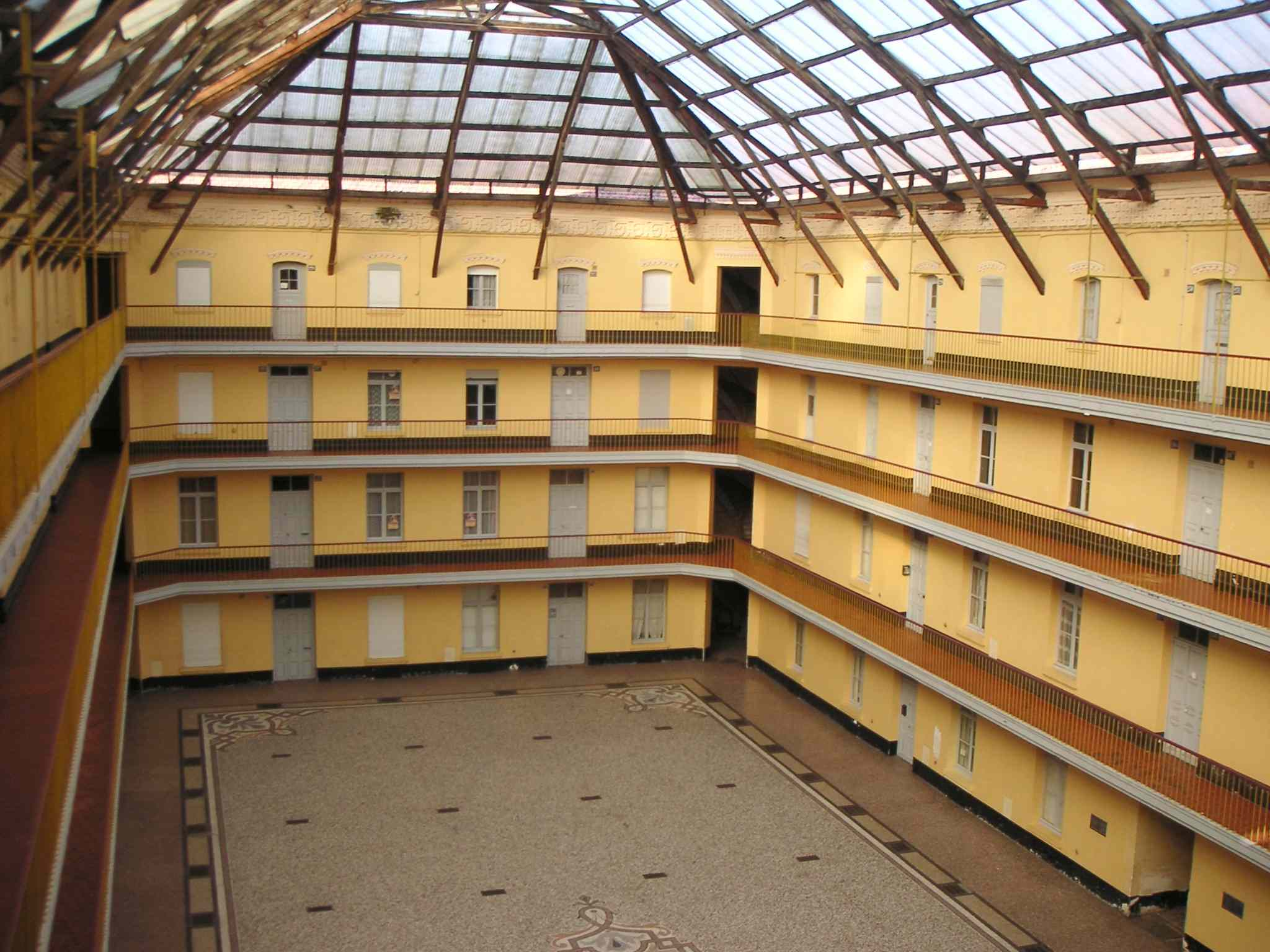
Le Familistère de Guise

على مدار 20 عاماً، وبدءا من عام 1856، بنى جان باتيست غودين «القصر الاجتماعي» وهو مجمع سكني وصناعي ومجتمعي، كان مجتمعاً منفصلاً داخل غيز. عبّر جان باتيست عن العديد من أفكاره عن تطوير التعاطف الاجتماعي من خلال تحسين الإسكان والخدمات للعمال وأسرهم، متأثراً بأفكار الفيلسوف شارل فورييه. عام 1880، أنشأ غودين جمعية تعاونية تمكن العمال من خلالها إدارة المجمّع وامتلاكه. واستمر ذلك حتى عام 1968.
في 29 من آب 1914، وقعت معركة سانت كوينتين عام 1914 داخل غير وجولها، على مدار 20 عاماً، وبدءا من عام 1856، بنى جان باتيست غودين «القصر الاجتماعي» وهو مجمع سكني وصناعي ومجتمعي، كان مجتمعاً منفصلاً داخل غيز. عبّر جان باتيست عن العديد من أفكاره عن تطوير التعاطف الاجتماعي من خلال تحسين الإسكان والخدمات للعمال وأسرهم، متأثراً بأفكار الفيلسوف شارل فورييه. عام 1880، أنشأ غودين جمعية تعاونية تمكن العمال من خلالها إدارة المجمّع وامتلاكه. واستمر ذلك حتى عام 1968.
في 29 من آب 1914، وقعت معركة سانت كوينتين عام 1914 داخل غير وجولها.

## أعلام
- كامي ديمولان